# James Bergstrom
James Bergstrom (ur. w 1969 w Seattle) – amerykański perkusista, współzałożyciel grupy muzycznej Sleze, przekształconej następnie w zespół Alice N’ Chains. W późniejszym okresie działalności znany z występów w grupie Second Coming.

## Życiorys
James Bergstrom urodził się w 1969 roku w Seattle. W roku 1984 w wieku 16 lat, wraz ze swoim przyjacielem ze szkoły Shorewood High School Johnnym Bacolasem, oraz Zoli Semanate i Byronem Hansenem, utworzył grupę muzyczną Sleze. W miejsce wokalisty został przyjęty uczeń Meadowdale High School Layne Staley. Początkowo zespół występował w trzyosobowym składzie, a Bergstrom pełnił rolę perkusisty. Podczas swoich koncertów, grupa często wykonywała covery takich grup jak Slayer czy Armored Saint. Niedługo do zespołu dołączył gitarzysta Nick Pollock, i zespół zmienił nazwę na Alice N’ Chains. W roku 1987 zespół zarejestrował dwa albumy demo. Pierwszy z nich został wydany jedynie w limitowanej ilości 100 sztuk. Produkcją zajął się Tim Branom przy współpracy z samym zespołem. Materiał został nagrany w London Bridge Studio w Seattle. Wymienieni podczas nagrań bracia Rick oraz Raj Parashar, w rzeczywistości nie brali udziału w nagraniach. Zamiast nich, grupie w nagraniach pomagał Branom oraz perkusista Peter Barnes. Prace nad nagraniami trwały kilka miesięcy, a całkowity koszt produkcji kosztował grupę 1600 dolarów. Drugi album grupa zarejestrowała w PC Ring w domowym studiu nagraniowym, zajmując się jednocześnie produkcją albumu.
Jeszcze w tym samym roku zespół się rozpadł. Staley dołączył do zespołu Jerry’ego Cantrella Diamond Lie, który następnie został przekształcony w grupę Alice in Chains. Bergstrom w roku 1990 dołączył nowo powstałej grupy Second Coming. Bacolas do zespołu dołączył dwa lata później. Perkusista wraz z zespołem nagrał trzy albumy studyjne – L.O.V.Evil (1994), Second Coming (1998) oraz 13 (2003). W roku 2010 grupa została rozwiązana. Bergstrom do chwili obecnej pozostaje aktywny muzycznie.

## Dyskografia
Alice N’ Chains
- Demo #1 (1987)
- Demo #2 (1987)

Second Coming
- L.O.V.Evil (1994, Capitol Records)
- Second Coming (1998, Capitol Records)
- 13 (2003, Timestyle Music)